# 山口県道246号長府前田線
山口県道246号長府前田線（やまぐちけんどう246ごう ちょうふまえだせん）は、山口県下関市を通る一般県道である。

## 概要
下関市長府中浜町から下関市前田1丁目に至る。本路線の大半は旧山陽道である。

### 路線データ
- 起点：下関市長府中浜町（鳥居前交差点、国道9号交点）
- 終点：下関市前田1丁目（前田交差点、国道9号交点）

## 地理

### 通過する自治体
- 下関市

### 交差する道路
| 交差する道路              | 交差する場所 | 交差する場所        |
| ------------------------- | ------------ | ------------------- |
| 国道9号                   | 長府中浜町   | 鳥居前交差点 / 起点 |
| 山口県道247号安岡港長府線 | 長府中浜町   |                     |
| 国道9号                   | 前田1丁目    | 前田交差点 / 終点   |

### 沿線
- 下関市役所 長府支所
- 長府郵便局
- 下関市立歴史博物館
- 下関市立長府中学校
- 功山寺
- 長府毛利邸